# 삼성 갤럭시 빔 (I8520)
삼성 갤럭시 빔(Samsung Galaxy Beam, Samsung i8520)은 삼성전자가 2010년 2월 모바일 월드 콩그레스 2010에서 처음 공개하여, 8월 7일 출시한 안드로이드 스마트폰이다.

## 빔 프로젝터
갤럭시 빔(I8520)은 빔 프로젝터를 지원하는 기종으로, 최소 5인치에서 최대 50인치의 화면까지 출력이 가능하다.
FWVGA (854 x 480)의 해상도를 지원하며, 밝기는 9 루멘이다.